# Astèrix i els pictes
Astèrix i els pictes (títol original en francès: Astérix chez les Pictes) és el trenta-cinqué còmic d'Astèrix el gal, el primer guionitzat per Jean-Yves Ferri i dibuixat per Didier Conrad amb el vistiplau d'Albert Uderzo, el dibuixant original de la sèrie.
Astérix chez les Pictes (títol original en francés) fon publicat simultàniament a tot el món en vint-i-tres idiomes el 24 d'octubre del 2013, entre els quals el gaèlic escocés i, per primera vegada, l'scots.

## Argument
La història té lloc en el mes de febrer, amb el poblet gal nevat: Asterix i Obelix troben un iceberg amb un home encadenat dins del gel (en homenatge a la pel·lícula Hibernatus, amb Louis de Funès): després de descongelar-lo, el foraster —de nom Mac Oloch i paregut a un altre personatge d'Uderzo i Goscinny, el Pell Roja Oumpah-Pah– parla als gals del seu clan Loch and Loll i de com el roín Mac Abeh ha segrestat la seua xicona, Camomilla. Llavors, els gals l'acompanyen a Caledònia per a ajudar els clans pictes contra l'exèrcit romà de Juli Cèsar.

## Creació
Albert Uderzo decidí deixar de dibuixar còmics el 2008, va vendre la seua part de l'empresa a Hachette —contra la voluntat de la seua pròpia filla Sylvia, sòcia amb la qual està pledejada– i pensava fer com Hergé amb Tintín i no donar continuïtat als personatges, però al remat es deixà convéncer per Anne Goscinny, filla pobilla i hereua dels drets d'autor del guioniste i co-creador René Goscinny (mort el 1977), que «sempre havia pensat que els personatges eren prou forts per a sobreviure als seus creadors».
L'any 2010 Les Éditions Albert René començà a buscar guioniste, ja que per al dibuix comptaven amb un il·lustrador de confiança, Frédéric Mébarki, responsable de la imatge comercial dels personatges i «entintador oficial» d'Uderzo durant vint-i-cinc anys que fins i tot havia aplegat a dibuixar algunes pàgines senceres ell a soles. El procés de selecció de guionistes es dugué a terme en secret, i tots els que enviaven alguna proposta de guió eren obligats a firmar una clàusula de confidencialitat; revisats tots els guions sense conéixer el nom dels autors, Uderzo i Anne es decantaren per la proposta de Jean-Yves Ferri (Retorn a la terra) d'un viatge a Escòcia —el 2006, un tal T. Philippe havia enviat un guió a Éditions Albert René amb el mateix títol, Astérix chez les Pictes, però li'l van retornar a l'any següent–, encara que Anne s'estimava més la proposta del dibuixant Jul. Sis mesos després, Mébarki mamprené el guió de Ferri, però la seua execució no satisfeu a ell ni a Uderzo: «Ens enganyàrem amb este xic que duia vint-i-cinc anys fent Astèrix, que sap "tractar" bé un dibuix, però no un còmic».
Llavors contactaren una desena de dibuixants, dels quals tres només aplegaren a enviar el material a examen: dues pàgines il·lustrades sobre el guió de Ferri i quatre dibuixos concrets. Uderzo en solitari fou l'encarregat d'examinar les candidatures sense conéixer els autors, i al fou contractat per obra i servici el marsellés Didier Conrad, (autor de Bob Marone, entre altres). No obstant això, l'encarregat d'acolorir les pàgines encara era Thierry Mébarki, coloriste habitual i germà de l'anterior il·lustrador.
Uderzo supervisà el procés de creació de la nova història: encara que donà «llibertat total» a Ferri per a escriure la història i només li discutí «un o dos punts de la història», es mantingué en contacte permanent amb Conrad, que es veié obligat a corregir detallets que li havien passat desapercebuts, com les pupil·les dels ulls d'Astèrix o el nombre de ratlles del vestit d'Obèlix, a canviar l'estil de dibuix i fins i tot el material habitual pel que utilitzava Uderzo.
El títol de l'aventura fou desvelat el març del 2013 en la Fira Internacional del Llibre de Bolonya, i en juny del mateix any Jean-Yves Ferri oferí una conferència a Glasgow en el marc de la International Comics and Graphic Novel and International Bande Dessinée Society Joint Conference. La portada definitiva fou presentada el 2 d'octubre a l'fnac des Ternes: executada a mitges per Uderzo (el dibuix d'Obèlix, que sempre ha sigut el seu personatge preferit) i Conrad, reprén la disposició dels personatges en dos portades anteriors: les d'Astèrix a Bretanya i El regal del Cèsar. El 12 d'octubre es presentà a la Fira del Llibre de Frankfurt.

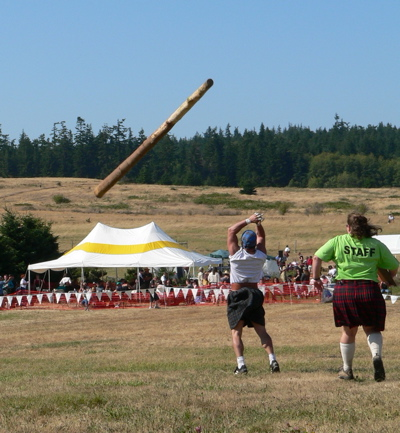
El llançament de tronc

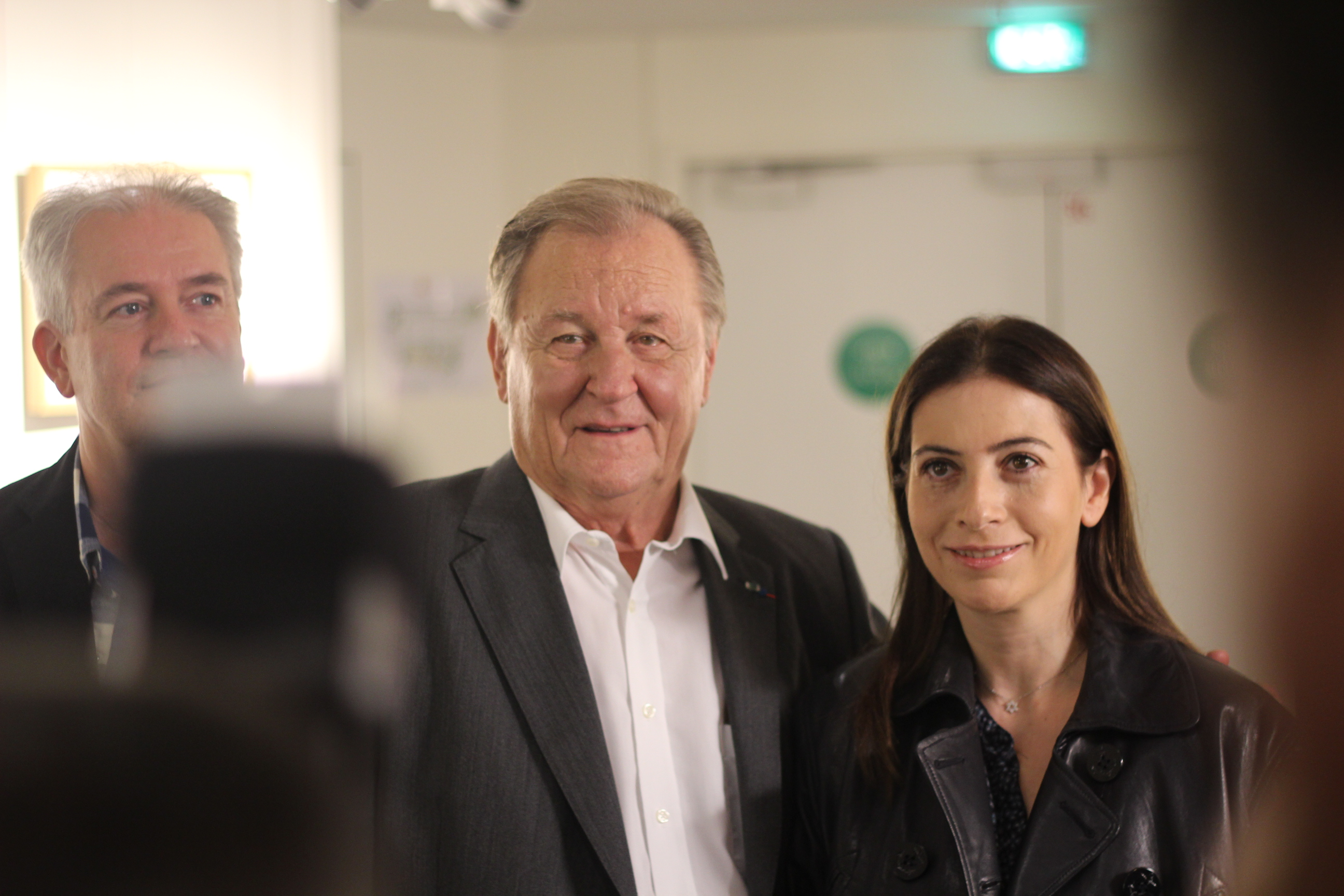
Uderzo i Anne Goscinny

## Personatges
A banda dels protagonistes (Astèrix, Obèlix i el seu gosset, Idèfix), els antagonistes (Juli Cèsar) i el veïnat habitual del llogaret gal, en esta aventura apareixen nous personatges, principalment els pictes Camomilla i Mac Oloch (ma colloc, «la meua companya de pis») i sengles caricatures de Johnny Hallyday i Vincent Cassel. Uderzo contribuí a l'argument amb la creació d'una parella de legionaris pareguda a Laurel i Hardy i un funcionari romà, Numerusclausus.
Com quasi totes les aventures precedents, l'àlbum està ple d'estereotips relacionats amb l'Escòcia moderna: el càber, els cognoms patronímics amb Mac, la gaita, el kilt, el mur d'Adrià, el whisky i el monstre del llac Ness. La primera imatge promocional de l'àlbum mostrava els dos protagonistes vestits amb falda escocesa, però en l'aventura no en porten perquè «simplement, no encaixava en la història.»
El referèndum per la independència d'Escòcia de 2014 també apareix de raspallada, amb els clans enemics ajuntats com a «símbol d'una Escòcia unida i lliure», però Ferri negà les acusacions d'afavorir l'independentisme.

## Publicació
De la primera edició de l'àlbum se'n feren cinc milions de còpies, de les quals dos milions en francés, vint-i-cinc mil de l'edició en català. El preu original de venda al públic oscil·lava entre els 9,90 euros de la versió en rústega, 7,99 en descàrrega digital o els 35 de l'edició de luxe, amb huitanta pàgines de material addicional i format major (37×26 centímetres per compte de 29×22).
Els venedors alemanys, que varen rebre els exemplars deu dies abans de la data oficial de publicació, foren obligats a signar un compromís de no traure'l a la venda ans d'hora, sota multa de cinc mil cent euros per exemplar venut. No obstant això, alguns comerços obriren durant la mitjanit de dimecres 23 a dijous 24 per a vendre els primers exemplars: eixa matinada, Conrad i Ferri firmaren exemplars a una llibreria parisenca.
A més, la Biblioteca Nacional de França inaugurà una exposició sobre l'univers d'Astèrix el 16 d'octubre del mateix any amb motiu de la cessió per part d'Uderzo dels originals de tres dels àlbums clàssics i la Moneda de París oferí una edició limitada de peces en commemoració de la publicació del trenta-cinqué àlbum.

## Reaccions
Un dia abans de la posada en venda, la crítica despecialitzada del Nice Matin donà a Astérix chez les Pictes un 7,5 de nota: dels autors diu que «Ferri retroba subtilment l'esperit setanter de la sèrie amb modernitat» i Conrad «fa gala d'un mimetisme increïble per a omplir les vinyetes que Uderzo ha deixat en blanc». L'edició francesa del Huffington Post feu una comparança exhaustiva amb els àlbums de Goscinny, per a concloure que «en conjunt, l'aposta d'Astèrix i els pictes és molt reeixida, molt superior als darrers àlbums realitzats per Uderzo a soles.» El crític de Libération diu que «al remat, no hi ha res a retraure a est últim àlbum d'Astèrix» i conclou: «Per altra banda, ni Astèrix ni Obèlix prenen una nova dimensió. Quan hom tanca este nou tom, es queda amb un regust de déjà vu».
Segons Le Figaro, la recepció a l'estranger fou unànime: d'Espanya remarcava que «els hispans (sic) se'n recorden, que són un poble aficionat des de fa temps a les aventures del nostre guerrer menut, enarborant el seu bigot identificatiu amb orgull gal i català»; d'Alemanya, on posaren a la venda dos milions d'exemplars, pronosticaven que Asterix bei den Pikten «posarà fi a la crisi europea del còmic»; quant a la referència a la independentisme escocés, els partidaris de la secessió comentaren amb ironia: «Estem encantats pel suport d'un personatge tan prestigiós, però, com tots, hauríem de comprovar que està censat com a votant». Lo Jornalet es lamentà que no hi haguera hagut traducció a l'occità.